# Mygale.org
Pour les articles homonymes, voir Mygale (homonymie).

Logo de Mygale

Mygale ou Mygale.org était un hébergeur Web gratuit pour particuliers et une association pionnière dans ce domaine sur l'Internet francophone. Fondé en 1996 par Frédéric Cirera dans le cadre d'un projet de maîtrise à l'Université Paris VIII (Saint-Denis), Mygale est devenu en 8 mois un acteur majeur de l'hébergement avec 6 000 sites personnels hébergés. Les services (gratuits) alors proposés étaient une adresse électronique et 5 Mo d'espace.

## Histoire
L'émergence de Mygale correspond à celle des « pages persos », des espaces personnels sur lesquels étaient disponibles des pages rédigées en HTML. En France au moment du lancement du service, la souscription à un accès internet était généralement accompagnée d'un service de webmail et parfois d'un espace web pour construire ses pages personnelles (le premier à fournir un tel service était le FAI World-NET en 1997). Les pages étaient codées en HTML localement, en codant avec un logiciel de texte ou un logiciel dédié, puis se transféraient par FTP sur un espace web à distance. 
Victime de son succès, l'administrateur de mygale a dû à plusieurs reprises suspendre les inscriptions ; par la suite un système de parrainage fut mis en place. Une communauté s'est rapidement créée, dont les membres (dits « Mygaliens ») se réunissaient virtuellement sur des canaux IRC, participant à des forums et des listes de diffusion, ou à des réunions de visu. Un système d'entraide, visant à éduquer les nouveaux membres, se basait sur la participation de la communauté, en particulier des parrains et des webmasters adjoints.
Le serveur Mygale utilisait alors la bande passante du réseau de recherche public RENATER, dépendant de la DGRT qui exige sa fermeture en 1997, invoquant officiellement que ce projet sort du cadre de leur mission, et provoquant un tollé de la part des webmestres francophones. 
En 1998, Mygale.org compte 40 000 pages persos, ce qui devait représenter à peu près la moitié du web français de l'époque.
Le fournisseur d'accès Internet Havas Online (HOL) héberge alors gracieusement Mygale jusqu'en 1998. Finalement Mygale fusionne avec The (virtual) Baguette créant ainsi la société Multimania. Le site devient le numéro 3 des audiences francophones et entre en bourse. Cependant Fred Cirera ne restera que 6 mois directeur technique, avant de quitter Multimania qui sera par la suite racheté par Lycos pour 222 millions d'euros. À ce moment l'hébergeur compte 500 000 membres.
Le déclin des pages web arrive avec les publicités intempestives et obligatoires, certaines couvrant l'écran en entier. En 2009, le contenu des « pages perso » est supprimé par Lycos.